# Dorothy Hansine Andersen
Dorothy Hansine Andersen (Asheville, Carolina del Nord, 15 de maig de 1901 - Nova York, 3 de març de 1963) fou una metgessa i pediatra estatunidenca especialitzada en patologia, coneguda per ser la primera persona que va identificar i descriure la fibrosi quística com una malaltia en 1938, així com per crear una senzilla prova per al seu diagnòstic que segueix usant-se a l'actualitat. També va dedicar part de la seva vida a l'estudi de les malalties per emmagatzematge de glicogen i les malformacions del cor, recollint espècimens de cors amb defectes cardíacs congènits per al seu estudi, aquesta experiència li va permetre col·laborar en la creació d'un programa d'entrenament en cirurgia cardíaca per a diversos hospitals.

## Trajectòria
Va realitzar els seus estudis i es graduà al Mount Holyoke College el 1922, posteriorment, i obtingué el títol de Medicina a la Universitat Johns Hopkins en 1926. En acabar els seus estudis va realitzar un internat al Departament de Cirurgia del Strong Memorial Hospital a Rochester, a Nova York, i va donar classes a la Universitat de Rochester. Dorothy va voler especialitzar-se en Cirurgia, però pel fet de ser dona se li va negar l'accés a l'especialitat mèdica. Aleshores, va acceptar un lloc en el Departament de Patologia del Col·legi de Metges i Cirurgians de la Universitat de Colúmbia el 1929.
El 1930 va rebre el nomenament de professor de patologia a la Universitat de Colúmbia. Mentre estava a la universitat va dedicar part del seu temps a la investigació de les funcions endocrines i reproductives de la dona i va obtenir un doctorat en ciències mèdiques en 1935. Aquest any va rebre el càrrec de patòleg assistent al Babies Hospital del Columbia-Presbyterian Medical Center. Entre les funcions d'Andersen s'incloïa realitzar autòpsies, com estava molt interessada en les malformacions cardíaques començar a recol·lectar els cors dels nens que naixien amb aquests defectes. Va ser en aquest hospital també on va entrar en contacte amb el cas d'un nen que havia presentat un quadre de malaltia celíaca -una malaltia causada per intolerància al gluten-, durant l'autòpsia va notar una lesió al pàncrees. Després d'una extensa investigació va descobrir una entitat distintiva, encara que no reconeguda prèviament, que va anomenar fibrosi quística.
A mitjans dels anys 1940, els primers especialistes que intentaven dur a terme cirurgia a cor obert van buscar la seva ajuda, tant per l'ampli coneixement que tenia en cardiologia infantil, com per la seva col·lecció d'espècimens amb defectes cardíacs. Amb la seva experiència, Andersen va col·laborar en la creació d'un programa d'entrenament per a cirurgia cardíaca en diversos hospitals. El 1958, va rebre el nomenament de cap de patologia en el Columbia-Presbyterian Hospital i professor de patologia al Col·legi de Metges i Cirurgians de la Universitat de Colúmbia. Va dedicar els seus últims anys, amb el seu equip d'investigació, a realitzar nombrosos estudis que la van portar a crear una prova diagnòstica simple per a la fibrosi quística.2 Tenia un arrelat vici pel tabac i va morir de càncer pulmonar en 1963, a l'edat de 62 anys.

## Reconeixements
Dorothy Andersen va ser una mestra apreciada i les seves contribucions a la medicina li van permetre ser reconeguda. La prova diagnòstica que va idear per a la fibrosi quística en els seus últims anys de vida segueix sent utilitzada. Va ser membre honorari de l'Acadèmia Americana de Pediatria i president honorari de la National Cystic Fibrosis Research Foundation. Va rebre diversos premis pel seu treball, entre els quals s'inclouen el Premi Elizabeth Blackwell en 1954 i la Medalla per Serveis Distingits del Columbia-Presbyterian Medical Center a 1963, concedida a títol pòstum. En reconeixement del seu treball científic l'any 2002 va ingressar al 'National Women's Hall of Fame'.